# Benoibates rugosus
Benoibates rugosus är en kvalsterart som beskrevs av Sandór Mahunka 200. Benoibates rugosus ingår i släktet Benoibates och familjen Oripodidae. Inga underarter finns listade.